# 渡邉優
渡邉 優（わたなべ まさる、1956年 - ）は、日本の外交官、研究者。
成蹊大学客員教授。神田外語大学非常勤講師。子ども大学くにたち理事。日本国際問題研究所客員研究員。専門分野は国際関係論、外交論、イベロアメリカ、スペイン語。国連英検特A級面接官。

## 人物・経歴
東京都出身。成蹊小学校、成蹊中学校・高等学校を経て、1980年東京大学法学部卒業、外務省入省。
海外ではブラジル、スペイン、ジュネーブ国際機関代表部(参事官)、フィリピン(公使)、アルゼンチン(公使)、リオデジャネイロ(総領事)に勤務。本省では欧亜局西欧第二課長、大臣官房審議官(欧州局兼中南米局兼経済局担当)などを歴任し、中東アフリカ局兼アフリカ部審議官を経て、2013年農畜産業振興機構理事。2015年駐キューバ特命全権大使。歴史的なキューバの雪解けが進む中、2016年には首都ハバナにおいて、キューバの国際社会への復帰を後押しするため債務救済措置の書簡の交換を行った。2019年防衛大学校教授、日本国際問題研究所客員研究員。

## 同期入省
- 末松義規（12年内閣府副大臣・96年衆議院議員）
- 石井正文（17年インドネシア大使・13年国際法局長）
- 大村昌弘（17年フィジー大使）
- 川村裕（20年ノルウェー大使・18沖縄大使・14年コートジボワール大使）
- 越川和彦（16年JICA副理事長・14年スペイン大使・12年官房長）
- 鈴鹿光次（16年アフガニスタン大使）
- 鈴木康久（18年ニカラグア大使・16年レオン総領事）
- 山田文比古（08年東京外国語大学教授）
- 片上慶一（17年イタリア大使・16年外務審議官（経済担当））
- 北野充（14年ウィーン代表部大使・12年軍縮不拡散・科学部長・19年アイルランド大使）
- 石川和秀（14年フィリピン大使・12年南部アジア部長）
- 藤原聖也（14年アルジェリア大使）
- 山崎純（18年シンガポール大使・15年スウェーデン大使・14年儀典長）
- 渡邉正人（17年ブルガリア大使・15年バングラデシュ大使）
- 堀之内秀久（19年オランダ大使・16年カンボジア大使・14年ロサンゼルス総領事）
- 野田仁（18年ルーマニア大使・15年エクアドル大使）
- 髙橋礼一郎（18年オーストラリア大使・15年ニューヨーク総領事・11年アフガニスタン大使）
- 葉室和親（12年トンガ大使）
- 井出敬二（17年北極担当大使・13年クロアチア大使）
- 小原雅博（15年東京大学法学部教授・13年上海総領事）
- 須永和男（19年カタール大使・16年ASEAN大使）
- 姫野勉（17年ガーナ大使）
- 平石好伸（17年チリ大使・14年ジンバブエ大使）
- 水谷章（19年オーストリア大使・17年立命館アジア太平洋大学教授）
- 齊藤貢（18年イラン大使・15年オマーン大使）

## 著書等
- 『あなたもスペイン語通訳になれる』（日本スペイン協会、2007年）
- 『ジョークで楽しく学ぶスペイン語 （音声DL付）』（ベレ出版、2017年）
- 『知られざるキューバ』（ベレ出版、2018年）
- 『グアンタナモ　－アメリカ・キューバ関係にささった棘ー』（彩流社、2020年）
- 『ゴルゴ13　第594話　カリブ海の覇権（脚本協力）』（小学館ビッグコミック 、2019年）
- 革命から６０年「知られざるキューバ」のいま（2019年2月、新潮社Foresight）
- 「シリア撤退」で再燃する「米グアンタナモ収容所」人権問題（2019年6月、新潮社Foresight）
- 米国「対中インド洋戦略」の要衝「ディエゴ・ガルシア基地」に勃発した帰属問題（2019年9月、新潮社Foresight）
- 中南米まで進路を伸ばした『一帯一路』最前線（2019年10月、新潮社Foresight）
- 『SDGsのきほん　SDGsってなに？　入門』（監修）（2020年6月、ポプラ社）
- 『SDGsのきほん　目標１　貧困』（監修）（2020年7月、ポプラ社）
- ヒスパニック人気高まるバイデン「中南米・移民政策」の実現度（2020年8月、新潮社Foresight）
- 『SDGsのきほん　目標２　飢餓』（監修）（2020年8月、ポプラ社）
- 『SDGsのきほん　目標３　健康と福祉』（監修）（2020年8月、ポプラ社）
- 『SDGsのきほん　目標４　教育』（監修）（2020年9月、ポプラ社）
- 『SDGsのきほん　目標５　ジェンダー』（監修）（2020年9月、ポプラ社）
- 『ゴルゴ13　第601話　癒やされぬ傷（脚本協力）』（小学館ビッグコミック、2020年）
- 『SDGsのきほん　目標6　水とトイレ』（監修）（2020年10月、ポプラ社）
- 『SDGsのきほん　目標7　エネルギー』（監修）（2020年10月、ポプラ社）
- 『SDGsのきほん　目標8　労働と経済』（協力）（2020年11月、ポプラ社）
- 『SDGsのきほん　目標9　インフラ』（監修）（2020年11月、ポプラ社）
- 『SDGsのきほん　目標10　不平等』（監修）（2020年12月、ポプラ社）
- 『SDGsのきほん　目標11　まちづくり』（監修）（2020年12月、ポプラ社）
- 『国際情勢についての解説』（扶桑社MAMOR、2021年2月号）
- 『SDGsのきほん　目標12　生産と消費』（監修）（2021年1月、ポプラ社）
- 『SDGsのきほん　目標13　気候変動』（監修）（2021年1月、ポプラ社）
- 『SDGsのきほん　目標14　海の豊かさ』（監修）（2021年2月、ポプラ社）
- 『SDGsのきほん　目標15　陸の豊かさ』（監修）（2021年2月、ポプラ社）
- バイデン政権「米キューバ関係正常化」への遠い道のり（2021年2月9日、新潮社Foresight）
- 『SDGsのきほん　目標16　平和と公正』（監修）（2021年3月、ポプラ社）
- 『SDGsのきほん　目標17　パートナーシップ』（著）（2021年3月、ポプラ社）
- 『国問研戦略コメント：バイデン政権とキューバ新体制下の米国・キューバ関係』（2021年5月24日、日本国際問題研究所）
- 『JIIA Strategic Comments: US-Cuba Relations under the Biden Administration and the New Cuban Leadership』(2021年6月23日、The Japan Institute of International Affairs)
- 『外交と対話・交渉』（2022年3月、金沢学院大学共創型対話学習研究所「未来を拓く教育実践学研究6号　特集論文」）
- 『これならわかる！SDGｓのターゲット169徹底解説』（共著）（2022年4月、ポプラ社）
- 『SDGｓと日本の政府開発援助』（2022年11月21日、成蹊学園サステナビリティ教育研究センター　リレーコラム第38回）
- 『SDGs辞典』（2022年12月、ミネルヴァ書房）
- 『著作権って何？　現代人なら知っておきたい最低限の著作権ルール』（共著）（2023年1月、あすなろ書房）
- 『万博博覧会 ー 知られざる歴史とSDGsとのつながり』（共著）（2023年、ミネルヴァ書房）
- 『通じればいいんです！外国人とのコミュニケーションの第一歩』（共著）（2025年1月、今人舎）
- 『国問研戦略コメント：世界のチョークポイント・パナマ運河と米中対立』（2025年5月22日、日本国際問題研究所）